# Pakiet graficzny
Pakiet graficzny – zbiór programów komputerowych służących do tworzenia, obróbki plików graficznych. Powiązane są ze sobą funkcjonalnością oraz interfejsem.
W skład mogą wchodzić narzędzia do:
- edytowania/tworzenia grafiki wektorowej,
- edytowania grafiki rastrowej,
- edytowania wideo
- edytowania interfejsu użytkownika
- projektowania stron internetowych.

Przykłady pakietów graficznych:
- Adobe Creative Cloud
- CorelDRAW
- Microsoft Expression Studio